# Bund für Deutsche Gotterkenntnis
Der Bund für (Deutsche) Gotterkenntnis (Ludendorff) e. V. (nach Erich Ludendorff und seiner Frau Mathilde auch Ludendorffer oder Ludendorffianer) ist eine religiös-völkische Weltanschauungsgemeinschaft mit Sitz in Tutzing, die von den Verfassungsschutzbehörden als rechtsextrem und antisemitisch eingestuft wird. Der Bund für Gotterkenntnis, ein eingetragener Verein, hat nach Eigenangaben 12.000 Mitglieder; die Behörden gehen jedoch von nur etwa 240 aktiven Mitgliedern aus.
Langjähriger Vorsitzender des BfG war bis zu seinem Tod 2010 der Dachauer Arzt Gunther Duda, seitdem führt ihn Gudrun Klink aus Ingelfingen.

## Weltanschauung
Der Verein wird der neugermanischen Szene zugeordnet. Dabei ist das kultische Element beim Bund für Gotterkenntnis völlig eliminiert; die Religion wird auf das Volkstum als letzte Wirklichkeit reduziert. Es wird behauptet, dass die Gesetze der Vererbungslehre auch für ethische und seelische Eigenschaften gälten, so dass auch die Religiosität vererbt werde. Aufgrund des „völkischen Hintergrunds“ wird der Bund im Standardwerk Die völkisch-religiöse Bewegung in einem eigenen Kapitel behandelt, da er laut den Autoren „alle Züge einer esoterischen Sekte“ trage.
Die Anhänger lehnen einen personalisierten Gott ab und suchen die Erkenntnis Gottes in dem sie umgebenden Weltall, das nach Überzeugung der Gemeinschaft von „göttlichen Wesen durchseelt“ ist. Diese Vorstellung ist laut Selbsteinschätzung pantheistisch; der Bund kenne keinen Kult und propagiere die Übereinstimmung der Naturwissenschaften mit der Religionsphilosophie Mathilde Ludendorffs. Der jüdisch-christliche Monotheismus wird hingegen als dem Germanentum wesensfremd abgelehnt.
Ethnische und Rassentrennungen seien wichtig, weil jedes Volk besondere Aspekte des Göttlichen repräsentiere und diese durch eine Vermischung von Volksgruppen und die Übernahme von Kulturen und Religionen verloren gingen. Das „Wesen aller Erscheinungen“ wird als Gott angesehen:

„Wir nennen das Wesen aller Erscheinung des Weltalls ‚Gott‘ oder auch das ‚Göttliche‘ unter besonderer Betonung, daß dieses Wort für uns nicht das allergeringste mit einer Gottvorstellung der verschiedenen Religionen zu tun hat.“

Die Weltanschauung des Bundes ist durchzogen von offenem Rassismus und Antisemitismus. Die Auffassung der je nach Volk bzw. „Rasse“ unterschiedlichen „Gotterkenntnis“ und die daraus abgeleitete Forderung, „Rassenvermischung zu vermeiden“, ist dafür ein Beispiel. Darüber hinaus ist die Gedankenwelt der Ludendorffer durch Verschwörungstheorien geprägt, wonach angebliche „überstaatliche Mächte“ wie insbesondere Juden, Freimaurer, Jesuiten und die römisch-katholische Kirche die Weltherrschaft anstrebten. Vor allem „die Juden“ seien dabei bestrebt, insbesondere „den Deutschen eine Art von Irrsein zu induzieren“, und zwar mit Hilfe des Christentums, der Freimaurerei und des Sozialismus. Unter ihrem Einfluss würden die Deutschen sich zu anderen Rassen hingezogen fühlen, so dass ihre „Rassentugenden mit dem ererbten Gotterleben“ verloren gingen und die „Blutsvermischung“ schließlich zum deutschen „Volkstod“ führen werde.

## Geschichte
Die Wurzeln des Bundes liegen in der Zwischenkriegszeit. Vor allem während der Zeit des Nationalsozialismus traten viele Menschen in Deutschland aus der Kirche aus. Im geistigen Zentrum dieser Kirchenaustrittsbewegung standen unter anderem die kirchenkritischen Schriften des NS-Parteiideologen Alfred Rosenberg. Die Bezeichnung „gottgläubig“ ermöglichte all jenen, die aus der Kirche ausgetreten waren, eine außerkirchliche offizielle Bezeichnung zu wählen. Auch die Ludendorffs waren in dieser Szene sehr aktiv. Die beiden Vorläuferorganisationen des Bundes, der Tannenbergbund und das Deutschvolk, wurden jedoch am 22. September 1933 verboten. Das Haus Ludendorff verfügte mit der Zeitschrift Am Heiligen Quell, die nun auf halbmonatliches Erscheinen umgestellt wurde, aber weiterhin über ein Medium, das 1937 eine Auflagenhöhe von 86.000 Exemplaren erreichte. In Analogie zur Deutschen Glaubensbewegung, der beizutreten sich das Haus Ludendorff beharrlich weigerte, nannte man sich nun Glaubensbewegung der Deutsch-Gottgläubigen.
Nach einer persönlichen Unterredung zwischen Adolf Hitler und Erich Ludendorff, die einander seit dem gemeinsamen Putschversuch 1923 verbunden, aber seit 1929 zerstritten gewesen waren, wurde im März 1937 die Eintragung „Bund für Deutsche Gotterkenntnis (Ludendorff)“ ermöglicht. Hitler erteilte Ludendorff wenige Monate vor dessen Tod die Erlaubnis zur Neugründung eines nationalreligiösen Vereines, der 1937 den Namen Bund für Deutsche Gotterkenntnis erhielt und am 19. Juni 1937 ins Vereinsregister eingetragen wurde. Alle Beschränkungen des weltanschaulichen Wirkens des Vereins wurden aufgehoben. Die Ludendorff-Bewegung gehört damit zu den wenigen Ausläufern der völkischen Bewegung, die unter der nationalsozialistischen Herrschaft geduldet wurden.
Kurz nach Ende des Zweiten Weltkriegs verschickte Mathilde Ludendorff Rundschreiben an die verbliebenen Anhänger und redete diese als „Mitglieder unserer religiösen Vereinigung“ an. Geschützt durch die  im Potsdamer Abkommen festgelegte Religionsfreiheit bekam Mathilde Ludendorff 1947 die Genehmigung der amerikanischen Militärregierung, den Bund auf rein „religiöser Grundlage“ neu zu gründen. Allerdings verzögerte sich die Neugründung durch ein Spruchkammerverfahren, demzufolge Mathilde Ludendorff am 5. Januar 1950 im Zusammenhang der Entnazifizierung als Hauptschuldige eingestuft wurde.
1951 wurde der Bund für Gotterkenntnis (L) in Berlin dennoch offiziell neu gegründet und ins Vereinsregister des Amtsgerichts München eingetragen. Erster Vorsitzender war der Rechtsanwalt Wilhelm Prothmann. 1961 wurde er durch die Innenminister der Länder als verfassungsfeindliche Organisation und „Keimgebiet antisemitischer Gruppengesinnung“ (Verfassungsschutzbericht 1963) verboten. Im Jahr 1976 wurde das Verbot aufgrund von Verfahrensfehlern aufgehoben, jedoch wird der Bund für Gotterkenntnis bis heute vom Verfassungsschutz beobachtet.
Seit 1952 wird für eine Neuanmeldung für den Bund für Gotterkenntnis eine Kirchenaustrittsbescheinigung verlangt. Die bereits vor 1933 formulierte Ideologie wird unverändert bis in die Gegenwart weitervertreten:

„Wir sind es gewohnt, in der Familie die heilige Kraftquelle eines wurzelfesten, rassebewußten Volkes zu sehen, und zu wissen, wie sehr sie auch noch den in ihrem Artbewußtsein entwurzelten Völkern Lebenskraft sichern kann.“

„Ich habe unter den Todesgefahren der Völker vor allem die Rassemischung genannt und im einzelnen nachgewiesen, wie sehr der einzelne Mensch dadurch der treuen Beratung aller seiner Fähigkeiten des Bewusstseins durch das Rasseerbgut im Unterbewußtsein beraubt wird. Der Rassemischling ist nicht so instinktsicher wie der rassereine Mensch, der sehr oft im Leben unter dem Rat der Volkseele steht.“

## Einrichtungen und Veranstaltungen
Der Bund für Gotterkenntnis (BfG) unterhält mit dem Verlag Hohe Warte einen eigenständigen unternehmerischen Zweig, der die Weltanschauung der Ludendorffer publizistisch verbreitet.
Der BfG-nahe Lühe-Verlag wird nach dem Tod von Harm Menkens von Sonnhild Sawallisch, Tochter der Vorsitzenden Gudrun Klink, geleitet.

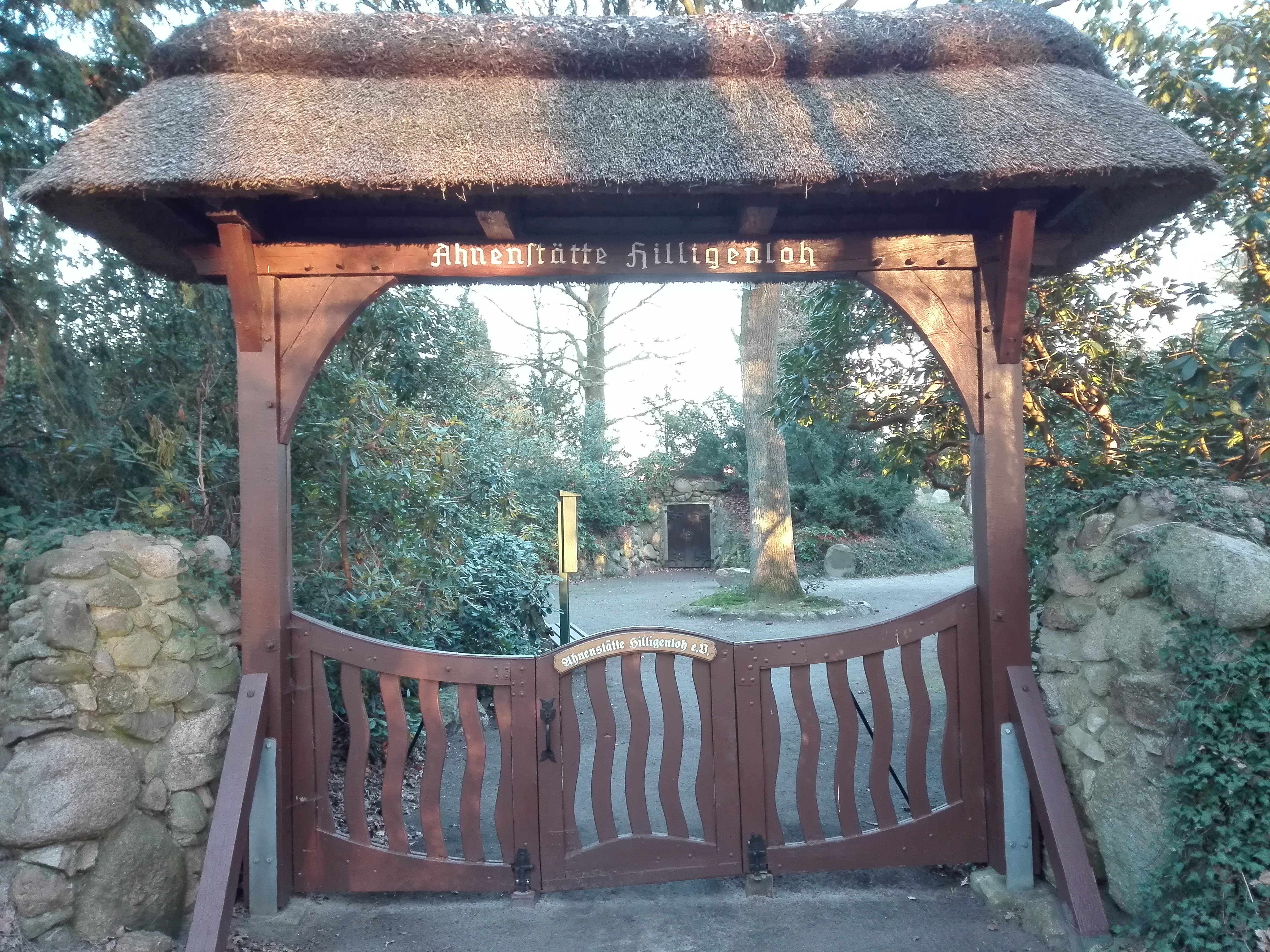
Eingangstor zur Ahnenstätte Hilligenloh

Es bestehen zudem mehrere als „Ahnenstätten“ bezeichnete Privatfriedhöfe, deren Nutzung den Angehörigen des Bundes vorbehalten ist bzw. war. Sie befinden sich im Eigentum von Gruppen, die mit dem Bund für Gotterkenntnis verbunden sind. Zum Beispiel fühlten sich die Vereinsmitglieder des Trägervereins „Ahnenstätte Hilligenloh e. V.“ gemäß ihrer Satzung lange Zeit „der Gotterkenntnis Mathilde Ludendorffs“ verbunden. 2015 wurde die Satzung geändert. Zwar gebe es im Verein noch Mitglieder des Bundes für Gotterkenntnis, sie könnten aber keinen Einfluss mehr auf die Geschicke der Ahnenstätte Hilligenloh nehmen, so der Ahnenstätten-Vorsitzende Ekkehard Mannigel. Auch in Petershagen-Seelenfeld gibt es eine Ahnenstätte. Sie wurde vom Tannenbergbund gegründet. Dort haben sich Ludendorffer im Juni 2017 getroffen.
Im Jahr 1999 erwarb der Bund für Gotterkenntnis in Kirchmöser einen sanierungsbedürftigen Hof. Es wurden ein großer Saal, eine Mensa und zahlreiche Gästezimmer geschaffen.
Die weltanschaulichen Vorstellungen der Ludendorffer werden auf regelmäßigen Tagungen und Seminaren vermittelt. Daneben hat der Bund für Gotterkenntnis eine eigene Feierkultur. Laut Verfassungsschutz Schleswig-Holstein hat der Bund in Norddeutschland einen Schwerpunkt. 1994 schätzte das schleswig-holsteinische Innenministerium die Aktivitäten wie folgt ein: „Diese (Veranstaltungen) ziehen – über kleine und durchweg überalterte Kreise der BfG-Mitglieder hinaus – auch Angehörige anderer rechtsextremer Organisationen in nicht unbeträchtlicher Zahl an.“
In jüngerer Vergangenheit lässt sich eine wachsende Aktivität, eine Anwerbung neuer Mitglieder und eine Vernetzung mit der rechtsextremen Szene, insbesondere der völkischen Bewegung, beobachten. In der niedersächsischen Ortschaft Dorfmark im Landkreis Heidekreis (Lüneburger Heide) veranstaltet der Bund seit 1971, also auch schon zu Verbotszeiten, jedes Frühjahr zu Ostern ein Treffen. Immer wieder sind dabei prominente Neonazis Gäste der Ludendorffer, etwa Steffen Hupka (2006 und 2012), Mitglieder der inzwischen verbotenen Heimattreuen Deutschen Jugend (2007), Hans-Joachim Herrmann (2010), die mehrfach verurteilte Holocaustleugnerin Ursula Haverbeck (2013) und Nikolai Nerling (2018).
Der „Arbeitskreis für Lebenskunde“ (AfL), der sich an der Philosophie Mathilde Ludendorffs orientiert, ist für Jugendveranstaltungen zuständig. Regelmäßig werden in Niedersachsen und Schleswig-Holstein Ferienlager, Wanderungen und „philosophische“ Schulungen veranstaltet. Kindern und Heranwachsenden wird auch „Lebenskunde“-Unterricht erteilt.

## Medien
Am heiligen Quell Deutscher Kraft war eine Zeitschrift des Ludendorffs-Volkswarte-Verlages in München. Sie erschien in zweimonatlichen bis wöchentlichen Abständen. Anfangs eine rein philosophische Zeitung, behandelte sie nach dem Verbot von Ludendorffs Volkswarte 1933 auch politische Themen. Sie hatte 1937 eine Auflage von 100.000, musste aber 1939 durch fehlende staatliche Papierzuweisung ihr Erscheinen einstellen. Nach dem Krieg erschien ab 1948 als Nachfolgezeitschrift Der Quell, der 1961 nach einem Verbot durch die Zeitschrift Mensch und Maß abgelöst wurde. Mensch und Maß erscheint bis heute im Verlag Hohe Warte als philosophisch-politische Zeitschrift des „Bundes für Gotterkenntnis“. Regelmäßig werden in dieser Zeitschrift revanchistische, verschwörungstheoretische und rassistische Positionen vertreten. In einem 2002 im Verlag „Hohe Warte“ als Neuauflage erschienenen Buch des Chronisten der Ludendorff-Bewegung, Hans Kopp, heißt es in Bezug auf die sechs Millionen während des Holocausts ermordeten Juden: „Auch wer die unhaltbare Zahl von 6 Millionen anzweifelte, wurde als Antisemit gebrandmarkt, obwohl man eigentlich erwarten müßte, daß ein Antisemit lieber mehr Tote gesehen hätte.“
Der antisemitische und geschichtsrevisionistische „Verlag für Ganzheitliche Forschung“ war seit den 1970er Jahren eng mit dem „Bund für Gotterkenntnis“ verbunden. Geleitet wurde der Verlag vom Ludendorff-Anhänger Roland Bohlinger. Der Verlag ist für Reprints und Faksimiles von völkischen und nationalsozialistischen Werken aus den 1920er und 1930er Jahren bekannt. Zusätzlich werden Nachdrucke und Veröffentlichungen von Autoren wie Wilhelm Kammeier und Helmut Schröcke verlegt. Der Verlag wird heute unter dem Namen Verlagsgruppe Bohlinger weitergeführt.

### Primärliteratur
- Mathilde Ludendorff: Aus der Gotterkenntnis meiner Werke. Ludendorffs Verlag, München 1935.
- Mathilde Ludendorff: Der Volksseele Wirken in der Menschenseele und ihre Verschüttung durch Fremdlehre und Rassemischung. In: Gunther Duda u. a.: Rassen und Völker im Licht der Wissenschaften und der Gotterkenntnis M. Ludendorffs (= Tutzinger Schriften). Verlag Hohe Warte, Pähl 1987, ISBN 3-88202-333-3, S. 78–88 (Aufsatzsammlung).
- Hans Kopp: Geschichte der Ludendorff-Bewegung. Bd. 2: Die Jahre 1939 - 1976. Verlag Hohe Warte, Pähl 2002. ISBN 978-3-88202-357-2.
- Erich Weferling: Kurze Einführung in die Gotterkenntnis. Verlag Hohe Warte, Pähl 1952.

### Sekundärliteratur
- Annika Spilker: Geschlecht, Religion und völkischer Nationalismus. Die Ärztin und Antisemitin Mathilde von Kemnitz-Ludendorff (1877-1966). Campus Verlag, 2013, ISBN 978-3-593-39987-4 (zugl. Diss. Universität Kassel 2012).
- Bettina Amm: Die Ludendorff-Bewegung. Zwischen nationalistischem Kampfbund und völkischer Weltanschauungssekte. Dissertation, Hamburg 2006, ISBN 3-932681-47-9.
- Frank Schnoor: Mathilde Ludendorff und das Christentum. Eine radikale völkische Position in der Zeit der Weimarer Republik und des NS-Staates (= Deutsche Hochschulschriften, 1192). Verlag Hänsel-Hohenhausen, Egelsbach u. a. 2001, ISBN 3-8267-1192-0 (zugl. Diss. Universität Kiel 1998).
- Gideon Thalmann, Felix Reiter: Im Kampf gegen „überstaatliche Mächte“. Die völkische Ludendorff-Bewegung – von „Jugenderziehung“ bis „Ahnenpflege“. Bildungsvereinigung Arbeit und Leben, Braunschweig 2011, ISBN 978-3-932082-46-7.
- Julian Feldmann, Christoph Gümmer: Rechtsextrem im Geheimen. Die völkischen Ludendorffer und ihr Umfeld. Bildungsvereinigung Arbeit und Leben, Braunschweig 2020